# The Unveiling
The Unveiling is het tweede studioalbum van de Brits-Columbiaanse band Cry of the Afflicted en het eerste album uitgebracht op het onafhankelijke christelijke hardcorelabel Solid State Records, onderdeel van Tooth & Nail Records. Het album verscheen in 2007.

## Nummers
1. "Lift the Veil" – 4:02
2. "Read Between" – 3:22
3. "Built to Fall" – 3:05
4. "The Influence of False Pretense" – 4:16
5. "A Scar Filled Sky" – 3:42
6. "New Hopes, New Dreams" – 3:21
7. "Self Defiance" – 3:51
8. "Heed the Sound" – 3:25
9. "Anchors" – 3:41
10. "Penetrate, Illuminate" – 3:23

## Bezetting
- James Johnson – Gitaar
- Troy Doell – Drums
- Garrett Packer – Zang
- Nik Wagener – Bas/zang
- Steve Lockhart – Gitaar
- Geproduceerd door  Jeff Schneeweis